# Anton Tkáč
Anton Tkáč, född 30 mars 1951 i Lozorno i regionen Bratislava, död 22 december 2022 i Bratislava, var en slovakisk cyklist som tävlade för Tjeckoslovakien inom bancykling, främst inom amatörcyklingen. Han vann guldmedaljen för Tjeckoslovakien i de olympiska sommarspelen 1976 i Montréal i Kanada, när männens sprintlopp avgjordes. Han vann tävlingen framför den åttafaldige världsmästaren Daniël Morelon från Frankrike och tysken Hans-Jürgen Geschke. Under sin karriär vann Tkáč tre världsmästartitlar i samma gren – 1974, 1976 och 1978.

## Biografi
Anton Tkáč började tävla i tempolopp på bana. Han gick ursprungligen på en idrottskola i Slovakiens huvudstad Bratislava där han fokuserade på friidrott och främst löpning. På en lånad cykel vann han sitt första tempolopp på cykel och därefter blev han rekryterad till en cykelklubb i Bratislava, där han fick utveckla sin talang i cykling. Han vann flera nationella mästerskap och år 1969 blev han nominerad till världsmästerskapen som hölls i Brno, Tjeckoslovakien. På sitt första världsmästerskap slutade han på åttonde plats. Följande år, 1970, stod han på pallen i världsmästerskapen i Leicester, Storbritannien, där han tog bronsmedaljen.
Efter en sjätte och 13:e plats på världsmästerskapen 1971, fick han delta i de olympiska sommarspelen 1972 i München, Tyskland. Två veckor innan det tjeckoslovakiska laget skulle resa över till de olympiska spelen skadade sig Tkáč under träning, men tog ändå 13:e platsen i sprintloppet. Under året 1974 besegrade Anton Tkáč alla sina motståndare i världsmästerskapen i Montréal, Kanada. 
År 1976 återvände Anton Tkáč till Montréal, Kanada för de olympiska sommarspelen 1976. Han startade i herrarnas sprint i bancykling oseedad och var därför tvungen att starta tävlingen med starka motståndare. I kvartsfinalen tävlade han mot världsmästaren Niels Fredborg. I semifinalen tävlade han mot den erfarna cyklisten Hans-Jürgen Geschke från Tyskland. Efter fyra dagar tog sig Anton Tkáč till final, där han skulle möta den åttafaldiga världsmästaren Daniël Morelon i tre omgångar. I den första omgången försökte fransmannen vinna loppet genom en långspurt, men Tkáč fortsatte att jaga fransmannen och i den sista kurvan cyklade han förbi den åttafaldiga världsmästaren och tog segern. Den andra omgången vann Morelon, men inför den tredje och avgörande omgången var Anton Tkáč fokuserad på att vinna. Med 250 meter kvar attackerade Tkáč och fransmannen fick ingen chans att vinna loppet.
Anton Tkáč slutade fyra i världsmästerskapen i San Cristóbal, Venezuela, under året 1977. Ett år senare i München vann han över de östtyska cyklisterna Lutz Heßlich, Christian Drescher och Emanuel Raasch med sin explosiva fart. Anton Tkáč blev därmed världsmästare för tredje gången.
Anton Tkáč blev nominerad till att delta i de olympiska sommarspelen 1980 i Moskva, Sovjetunionen. Trots misslyckad träning och en armskada som inte hade blivit tillräckligt behandlad kunde Tkáč ta sig till semifinalen. Han vann över fransmannen Yave Caharda, men i jakten på bronsmedaljen blev Anton Tkáč slagen av Sergej Kopylov från Sovjetunionen. 
1970 slutade han trea på världsmästerskapen på bana i scratch när tävlingen avgjordes i Leicester. Dansken Niels Fredborg och nyzeeländaren Harry Kent tog guld- respektive silvermedaljen i amatörtävlingen.
Samma år som han tog guld i de olympiska sommarspelen, 1968, slutade han tvåa i scratch i Köpenhamn, en tävling som han vann åren därpå, både 1977 och 1978.

## Efter karriären
Anton Tkáč har varit president för den slovakiska cykelkommitéen. Han har tidigare jobbar som tränare för det tjeckoslovakiska landslaget och för cykelklubben Dukla Trencin.